# Abdel Kader Coulibaly
Abdel Kader Coulibaly (en camboyano: ឃូលីបាលី អាបឌែល; M'Bahiakro, Costa de Marfil, 18 de junio de 1993) es un futbolista de Camboya nacido en Costa de Marfil que juega en las posiciones de delantero y extremo con el Angkor Tiger FC de la Liga C desde el año 2025.

## Carrera

### Club
| Periodo   | Club                    |
| --------- | ----------------------- |
| 2018-2019 | Asia Euro United        |
| 2019-2020 | Ministry of Interior FA |
| 2022-2024 | ISI Dangkor Senchey FC  |
| 2025-     | Angkor Tiger FC         |

### Selección nacional
Tras más de cinco años de vivir en Camboya logró la nacionalización para poder jugar a nivel internacional, haciendo su debut el 8 de diciembre de 2024 en el empate 2-2 ante Malasia por el Campeonato de la ASEAN 2024, partido donde anotó su primer gol internacional.

## Palmarés

### Club
- Maybank Challenge Cup: 2025

### Individual
- Equipo de las Estrellas de la ASEAN: 2025[4]